# Armée de l'Air et de l'Espace

Logo dell'Armée de l'air fino al marzo 2010

L'Armée de l'Air et de l'Espace, già Armée de l'Air spesso abbreviata in ALA, è l'attuale aeronautica e astronautica militare della Francia e parte integrante dell'Armée française, insieme all'Armée de terre (esercito), alla Marine nationale (marina militare) e alla Gendarmerie nationale.
Formata nel 1909 come Aéronautique Militaire, parte dell'Armée de terre, è diventata Forza armata indipendente nel 1934 ed è tra le forze aeree militari più antiche del mondo.
Il 24 luglio 2020 il Presidente della Repubblica Francese Emmanuel Macron ha dichiarato la volontà di modificare la denominazione ufficiale della forza armata in Armée de l'Air et de l'Espace, a sottolineare l'accresciuta importanza della dimensione spaziale per le forze armate francesi, denominazione diventata ufficiale dall'11 settembre 2020.

## Storia
L'aeronautica militare francese è nata nel 1909 e registrata come tale, rende di fatto la Francia il primo paese ad equipaggiarsi di aerei da combattimento. Dopo il voto di una legge per l'Assemblea nazionale francese, il 29 marzo 1912, l'Aéronautique Militaire è ufficialmente parte dell'esercito francese, insieme a quattro altre armi tradizionali dell'epoca: la fanteria, la cavalleria, l'artiglieria e il genio.
Al momento dell'entrata in guerra nella prima guerra mondiale, la Francia aveva un totale di 148 velivoli (di cui 8 dell'Aéronautique navale) e 15 dirigibili, nel momento dell'armistizio, nel novembre 1918, erano stati in servizio 3.608 aerei.
È diventata indipendente nel 1934, dando seguito all'Aéronautique Militaire presso l'Armée de terre nasce l'Armée de l'air. Tuttavia, le sue unità sono per lo più eredi delle tradizioni (insegne, ect.) della squadriglie della prima guerra mondiale, dove molti piloti si sono distinti.
La battaglia di Francia nel 1940 e l'impegno degli aviatori francesi liberi (FAFL) 1940-1943 poi quello dell'Armée de la Libération, sono anche degli eventi significativi della storia dell'Armée de l'air.
Dal 1945, l'Armée de l'air è stata particolarmente impegnata in Indocina (1945-1954), Suez (1956), Algeria (1952-1962), Mauritania e Ciad, nel golfo persico (1990-1991), nell'ex-Jugoslavia e in Afghanistan dal 2001.
L'Armée de l'air ha avuto per lungo tempo la responsabilità unica della forza nucleare francese: bombardieri strategici Dassault Mirage IV o missili balistici della base aerea 200 Apt-Saint-Christol sul plateau d'Albion.
È stata anche la culla del paracadutismo militare francese, con l'istituzione della fanteria dell'aria nel 1930.
La Patrouille de France rimane l'unità più famosa al grande pubblico, per le sue dimostrazioni di volo acrobatico.
Al 2010 l'Armée de l'air constava di 54.553 effettivi; al 2011 gli effettivi militari erano 52.519 e il parco velivoli (tra aerei ed elicotteri) contava 567 velivoli, tra cui 234 aerei da combattimento.
Per il 2010, il Livre Blanc sur la Défense et la Sécurité nationale ha annunciato una forte riduzione degli effettivi e dei mezzi di combattimento. 300 aerei da combattimento sono previsti per l'intero esercito francese (Aéronautique navale inclusa). Infine, per la prima volta dalla fine della seconda guerra mondiale, l'Armée de l'air ha presentato il 18 settembre 2008 il suo concetto operativo.

### Cronologia
- 1909-1933: Aéronautique Militaire o Service Aéronautique (come parte dell'Armée de terre)
- 1933-1940: Armée de l'air (indipendente dall'Armée de terre)
- 1940-1944: Armée de l'air de l'armistice (forze aeree dell'État français)
- 1940-1943: Forces aériennes françaises libres (forze aeree di France libre)
- 1942-1945: Groupe de Chasse Normandie-Niémen (squadrone da caccia)
- 1945-2020: Armée de l'air
- dal 2020: Armée de l'air et de l'espace

## Organizzazione
Sotto l'autorità del Capo di stato maggiore dell'Armée de l'air a Parigi, essa comprende delle formazioni ripartite tra:
- l'état-major de l'armée de l'air (lo stato maggiore dell'aeronautica francese);
- les forces (le forze aeree);
- les bases aériennes (le basi aeree);
- la direction des ressources humaines de l'armée de l'air (la direzione delle risorse umane dell'Armée de l'air);
- les services (i servizi).

### Forze
L'Armée de l'air nei primi anni del ventunesimo secolo divide le sue forze e risorse in quattro grandi comandi, due grandi comandi operativi (CDAOA e CFAS) e due comandi organici (CFA e CSFA):
- commandements opérationnels (comandi operativi centrali)
  - CDAOA - commandement de la défense aérienne et des opérations aériennes: comando della difesa aerea e delle operazioni aeree.
  - CFAS - commandement des Forces aériennes stratégiques: comando delle forze aeree strategiche
- commandements organiques (comandi della organizzazione territoriale)
  - CFA - commandement des forces aériennes
    - BAAC - brigade aérienne de l'aviation de chasse
    - BAAP - brigade aérienne d'appui et de projection
    - BACE - brigade aérienne de contrôle de l'espace
    - BAFSI - brigade aérienne des forces de sécurité et d'intervention

  - CSFA - commandement du soutien des forces aériennes
    - Brigade technique et logistique 
    - Brigade infrastructure
    - Brigade des systèmes d'information et de communication
    - Brigade soutien de l'homme

#### Elenco delle unità operative
CFAS - Commandement des Forces aériennes stratégiques
- BA 113 Saint-Dizier
  - Escadron de chasse 01.091 "Gascogne" - Rafale
- BA 116 Luxeuil
  - Escadron de chasse 02.004 "La Fayette" - Mirage 2000N
  - Escadron de soutien technique aéronautique 2E.004 - manutenzione Mirage 2000N
- BA 125 Istres
  - Escadron de chasse 03.004 "Limousin" - Mirage 2000N
  - Groupe de ravitaillement en vol 02.091 "Bretagne" - C 135 FR
  - Escadron de soutien technique spécialisé 15.093 - manutenzione C 135 FR

(CFA) - Brigade Aérienne de l'Aviation de Chasse (BAAC)
- Base aérienne 102 Dijon-Longvic
  - Escadron de chasse 1/2 Cigognes - Mirage 2000-5F
  - Escadron d'Entraînement 5/2 Côte-d'Or - Alpha Jet E
- Base aérienne 133 Nancy-Ochey
  - Escadron de chasse 1/3 Navarre - Mirage 2000D
  - Escadron de chasse 2/3 Champagne - Mirage 2000D
  - Escadron de chasse 3/3 Ardennes - Mirage 2000D
- Base aérienne 115 Orange-Caritat
  - Escadron de chasse 2/5 Île-de-France - Mirage 2000B / C
- Base aérienne 113 Saint-Dizier-Robinson
  - Escadron de chasse 1/7 Provence  - Rafale
  - Escadron de Transformation Rafale (unité interarmée Armée de l'Air/Marine) 2/92 Aquitaine  - Rafale
- Base aérienne 188 Djibouti
  - Escadron de chasse 3/11 Corse  - Mirage 2000C / D
- Base aérienne 103 Cambrai-Épinoy (cette base fermera vers 2011)
  - Escadron de chasse 1/12 Cambrésis - Mirage 2000C
- Base aérienne 112 Reims-Champagne (cette base fermera vers 2011)
  - Escadron de reconnaissance 2/33 Savoie  - Mirage F1CR
- Base aérienne 128 Metz-Frescaty
  - Escadron de renseignement aéroporté 1/54 Dunkerque - C-160G Transall Gabriel
- Base aérienne 118 Mont-de-Marsan
  - Escadron de chasse et d'expérimentation 5/330 Côte d'Argent - Mirage 2000, Rafale

### Bases aériennes
- Le basi aeree seguono la seguente regola di numerazione:
  - Basi operative: dal nº 101 a 199
  - Basi non operative: dal nº 200 a 299
  - Scuole di formazione: dal nº 300 a 399
  - Basi di reggimenti del genio aeronautico: nº 551, 552 e 503
  - Capannoni: dal nº 600 a 699
  - Basi di scuola: dal nº 700 a 799
  - Unità diverse: dal nº 800 a 899
  - Basi di difesa: dal nº 900 a 999
- 35 installazioni (31 basi, 3 distaccamenti e 1 scuola) sono dislocate nella Francia metropolitana
- 10 installazioni (7 basi, 2 distaccamenti e 1 elemento) sono dislocate oltremare (nella Francia d'oltremare, a Dakar, Gibuti, Libreville, N'Djamena e Abu Dhabi)

#### Elenco delle basi operative
Francia metropolitana
- Base aérienne 102 Dijon-Longvic « Capitaine Georges Guynemer»
- Base aérienne 103 Cambrai-Épinoy « Commandant René Mouchotte » (chiusura prevista dopo il 2011)
- Base aérienne 105 Evreux-Fauville « Commandant Viot »
- Base aérienne 106 Bordeaux-Mérignac « Capitaine Michel Croci »
- Base aérienne 107 Vélizy-Villacoublay « Sous-lieutenant René Dorme »
- Base aérienne 110 Creil « Lieutenant-colonel Guy de La Horie »
- Base aérienne 112 Reims-Champagne « Commandant Edmond Marin la Meslée » (chiusura prevista nel 2011)
- Base aérienne 113 Saint-Dizier-Robinson « Commandant Antoine de Saint-Exupéry »
- Base aérienne 115 Orange-Caritat « Capitaine de Seyne »
- Base aérienne 116 Luxeuil-Saint Sauveur « Lieutenant-colonel Tony Papin »
- Base aérienne 117 Paris « Capitaine Guynemer »
- Base aérienne 118 Mont-de-Marsan « Colonel Constantin Rozanoff»
- Base aérienne 120 Cazaux « Commandant Marzac »
- Base aérienne 123 Orléans-Bricy « Commandant Charles Paoli »
- Base aérienne 125 Istres-Le tubé « Sous-lieutenant Monier »
- Base aérienne 126 Solenzara « Capitaine Preziosi »
- Base aérienne 128 Metz-Frescaty « Lieutenant-colonel Jean Dagnaux» (chiusura prevista dopo il 2011)
- Base aérienne 133 Nancy-Ochey « Commandant Henri Jeandet »
- Détachement air 204 Bordeaux-Beauséjour
- Base aérienne 217 Brétigny-sur-Orge « Colonel Brunet » (chiusura prevista dopo il 2011)
- Détachement air 273 Romorantin-Pruniers « Lieutenant-colonel Mailfert »
- Détachement air 277 Varennes-sur-Allier « Capitaine Rousseau »
- Base aérienne 278 Ambérieu-en-Bugey « Colonel Chambonnet »
- Base aérienne 279 Châteaudun « Lieutenant Beau »
- Base aérienne 701 Salon-de-Provence « Général Pineau »
- Base aérienne 702 Avord « Capitaine Madon »
- Base aérienne 705 Tours « Commandant Tulasne »
- Base aérienne 709 Cognac-Châteaubernard « Commandant Ménard »
- Base aérienne 721 Rochefort-Saint Agnant « Adjudant Gémot »
- Ecole d'enseignement technique de l'armée de l'air 722 Saintes-Thénac « Capitaine Albert Raffin »
- Base aérienne 749 Grenoble-Montbonnot
- Base aérienne 901 Drachenbronn « Commandant de Laubier »
- Base aérienne 921 Taverny « Frères Mahé » (chiusura prevista nel 2011)
- Base aérienne 942 Lyon-Mont Verdun « Capitaine Jean Robert »
- Base aérienne 943 Nice « Capitaine Auber » (chiusura prevista dopo il 2011)

Francia d'oltremare e altre nazioni
- Base aérienne 104 Al Dhafra (Emirati Arabi Uniti) - Mirage 2000-5, C-135FR, Rafale
- Base aérienne 160 Dakar-Ouakam (Senegal) - Transall, Fennec
- Base aérienne 181 Saint-Denis « Lieutenant Roland Garros» (Reunion, chiusura prevista nel 2011)
- Base aérienne 188 Djibouti « Colonel Massart » (Gibuti) - Mirage 2000, Transall, Puma, Fennec
- Base aérienne 190 Tahiti-Faa'a « Sergent Julien-Allain » (Polinesia francese, chiusura prevista nel 2011)
- Base aérienne 365 Lamentin (Martinica, chiusura prevista nel 2011)
- Base aérienne 367 Cayenne-Rochambeau « Capitaine Massé » (Guyana francese)
- Détachement air 376 Nouméa (Nuova Caledonia)
- Éléments air à Libreville (Gabon) - Transall, Fennec
- Éléments français d'assistance opérationnelle à N'djamena (Ciad)

### Direction des ressources humaines de l'armée de l'air (DRHAA)
Il DRHAA recluta, forma, gestisce, amministra e converte il personale dell'Armée de l'air. Dal 1º gennaio 2008, il DRHAA raggruppa insieme le funzioni della precedente direzione del personale militare dell'Armée de l'air (DPMAA) e alcune funzioni del precedente comando delle scuole dell'Armée de l'air (CEAA).

### Services
I servizi dell'Armée de l'air sono:
- la struttura integrata della manutenzione delle attrezzature aeronautiche del Ministero della difesa (SIMMAD);
- il service industriel de l'aéronautique (SIAé).

## Aeromobili in uso
Sezione aggiornata annualmente in base al World Air Force di Flightglobal del corrente anno. Tale dossier non contempla UAV, aerei da trasporto VIP ed eventuali incidenti accorsi durante l'anno della sua pubblicazione. Modifiche giornaliere o mensili che potrebbero portare a discordanze nel tipo di modelli in servizio e nel loro numero rispetto a WAF, vengono apportate in base a siti specializzati, periodici mensili e bimestrali. Tali modifiche vengono apportate onde rendere quanto più aggiornata la tabella.
| Aeromobile                             | Origine        | Tipo                                                           | Versione (denominazione locale)        | In servizio (2024) | Note | Immagine |
| Aerei da combattimento                 |                |                                                                |                                        |                    | |          |
| Dassault Rafale                        | Francia        | caccia multiruolo bipostocaccia multiruolo monoposto           | Rafale BRafale C                       | 98                 | 234 tra Rafale C monoposto e Rafale B biposto ordinati. Gli aerei sono stati così ordinati: 13 Rafale nel 1993 (Tranche 1); 48 nel 1999 (Tranche 2); 59 nel 2004 (Tronche 3); 60 nel 2009 (Tranche 4); e 42 nel 2023 (Tranche 5). 48 biposto utilizzati per attacco nucleare. 12 Rafale (8 monoposto e 4 biposto) sono stati ceduti all'Aeronautica greca il 25 gennaio 2021. Il 29 gennaio 2021, in sostituzione dei 12 aerei ceduti alla Grecia, sono stati ordinati altrettanti nuovi esemplari. I suddetti 42 Rafale F4 (Tranche 5) hanno che portato il numero di Rafale francesi a 234 sono stati ordinati a fine dicembre 2023. Un Rafale B e un Rafale C sono stati persi in un incidente il 14 agosto 2024.                                                                          |          |
| Dassault Mirage 2000                   | Francia        | caccia multiruoloconversione operativaaereo d'attacco          | Mirage 2000-5FMirage 2000BMirage 2000D | 26649              | 124 Mirage 2000C e 30 Mirage 2000B consegnati. Dei 70 Mirage 2000D in organico al febbraio 2021, 55 (dal 2019) sono in servizio attivo e saranno sottoposti ad upgrade, mentre i restanti 16 saranno demoliti o cannibalizzati. Al 2019 risultano radiati i Mirage 2000N. Sarà prolungata la vita operativa dei 28 Mirage 2000-5F operativi all'aprile 2020. Uno dei 71 Mirage 2000D in organico al dicembre 2018 è andato perso il 10 gennaio 2019. Un Mirage 2000D è stato perso il 20 luglio 2021 in Mali, nell'ambito dell'operazione Barkhane. Al giugno 2022 risultano ritirati dal servizio gli ultimi Mirage 2000C non aggiornati, lasciando in servizio gli 11 Mirage 2000-5 e 7 Mirage 2000B biposto. Uno degli 11 Mirage 2000-5F è stato perso in un incidente il 3 novembre 2022. |          |
| Aerei AEW e AWACS e impieghi speciali  |                |                                                                |                                        |                    | |          |
| Boeing E-3 Sentry                      | Stati Uniti    | AWACS                                                          | E-3F block 40/45                       | 4                  | 4 E-3F ordinati nel febbraio del 1987 e consegnati tra il maggio del 1991 e il febbraio del 1992. Tutti aggiornati da Boeing allo standard block 40/45. SDA201 - SDA202 - SDA203 - SDA204. |          |
| Beechcraft B350 Vador                  | Stati Uniti    | ELINT                                                          | B350ER                                 | 2                  | 3 King Air 350ER VADOR presi in leasing dalla CAE Aviation, e destinato ad affiancare o sostituire i 2 C-160G Gabriel nelle missioni di intelligence e di guerra elettronica. Il primo esemplare è stato consegnato il 5 agosto 2020, il secondo il 2 dicembre 2020. |          |
| Saab 340                               | Svezia         | ELINT                                                          | Saab 340B ISR                          | 1                  | 1 Saab 340B ISR equipaggiato della suite elettronica AGOMS (Air Ground Operational Management System) preso in leasing dalla CAE Aviation, dal 29 aprile 2024 fino all'arrivo di tre nuovi tre Falcon 8X Archange previsto tra il 2028 e il 2030. |          |
| Aeromobili a pilotaggio remoto         |                |                                                                |                                        |                    | |          |
| General Atomics MQ-9 Reaper            | Stati Uniti    | UAV                                                            | MQ-9 Block 1MQ-9 Block 5               | 56                 | 18 ordinati. I successivi 9 droni (divisi in 3 lotti di 3), arriveranno in Francia rispettivamente nel 2016, 2019, 2020. Il 17 novembre 2018 un drone è andato perso in Niger, schiantandosi al suolo al ritorno da una missione. Un ulteriore MQ-9 Block 5 ordinato il 28 giugno 2021. |          |
| Aerei per rifornimento in volo         |                |                                                                |                                        |                    | |          |
| Lockheed Martin KC-130J Super Hercules | Stati Uniti    | aereo per il rifornimento in volo                              | KC-130J                                | 2                  | 2 ordinati a novembre 2015. |          |
| Airbus A330 Phénix                     | Unione europea | aereo per il rifornimento in volo aereo da trasporto logistico | A330 MRTT                              | 13                 | 12 ordinati con consegne dal 2018 al 2023. Ulteriori 3 aerei sono stati ordinati e saranno consegnati a partire dal 2025, portando il totale a 15. Tredicesimo aereo consegnato a giugno 2025. |          |
| Aerei da trasporto                     |                |                                                                |                                        |                    | |          |
| Airbus A400M Atlas                     | Unione europea | aereo da trasporto strategico                                  | A400M                                  | 24                 | 50 ordinati. |          |
| Lockheed C-130 Hercules                | Stati Uniti    | aereo da trasporto                                             | C-130HC-130H-30                        | 59                 | 14 aerei consegnati. Saranno tutti reteofittati entro il 2025. |          |
| Lockheed Martin C-130J Super Hercules  | Stati Uniti    | aereo da trasporto                                             | C-130J-30                              | 2                  | 2 ordinati a novembre 2015, consegna 2017/2018. |          |
| CASA CN-235                            | Spagna         | aereo da trasporto tattico                                     | CN-235-200MCN-235-300M                 | 198                | 19 CN-235-200M e 8 CN-235-300M consegnati a partire dal 1992. I 27 esemplari in servizio al gennaio 2023, saranno sottoposti ad un aggiornamento della cabina di pilotaggio tra il 2026 e il 2031. |          |
| Airbus A330                            | Unione europea | aereo da trasporto VIP                                         | A330-223A330-200                       | 13                 | 1 A330-223 consegnato. F-RARF Utilizzato per il trasporto presidenziale. Ulteriori 3 A330-200 ordinati nel 2020 (due usati e 1 nuovo). Il primo dei quali (uno dei due aerei usati) è stato consegnato a fine novembre 2020, mentre il terzo ed ultimo (l'aereo di nuova costruzione) è stato consegnato a novembre 2022. Alla fine delle consegne, tutti e tre gli aerei verranno convertiti allo standard A330 MRTT. |          |
| Airbus A310                            | Unione europea | aereo da trasporto logistico                                   | A310-304                               | 2                  | 3 A310-304 consegnati. L'esemplare F-RADA è stato ritirato dal servizio ad agosto 2019. |          |
| DHC-6-300 Twin Otter                   | Canada         | aereo da trasporto leggero                                     | DHC-6-300                              | 5                  | 10 DHC-6-300 consegnati. |          |
| SOCATA TBM 700                         | Francia        | aereo da trasporto VIP                                         | TBM 700                                | 15                 | 15 TMB 700 consegnati. |          |
| Dassault Falcon 7X                     | Francia        | aereo da trasporto VIP                                         | Falcon 7F                              | 2                  | 2 Falcon 7F consegnati. F-RAFA - F-RAFB |          |
| Dassault Falcon 2000                   | Francia        | aereo da trasporto VIP                                         | Falcon 2000                            | 2                  | 4 Falcon 2000 consegnati. F-RAFC - F-RAFD (+2 ordini) |          |
| Aerei da addestramento                 |                |                                                                |                                        |                    | |          |
| Dassault-Dornier Alpha Jet             | Francia        | aereo da addestramento avanzato                                | Alpha Jet E                            | 29                 | 175 Alpha Jet E consegnati. |          |
| Cirrus SR20                            | Stati Uniti    | aereo da addestramento                                         | SR20                                   | 16                 | |          |
| Cirrus SR22                            | Stati Uniti    | aereo da addestramento                                         | SR22                                   | 9                  | |          |
| Embraer EMB 121 Xingu                  | Brasile        | aereo da addestramento basico                                  | Emb121AA/AN                            | 16                 | 32 EMB 121 consegnati a partire dal 16 marzo 1982. |          |
| Extra 300                              | Germania       | aereo da addestramento acrobatico                              | Extra 300SC                            | 3                  | 3 Extra 300SC consegnati. |          |
| Grob G 120                             | Germania       | aereo da addestramento basico                                  | TB-G 120A                              | 18                 | 18 G 120A consegnati. |          |
| Pilatus PC-21                          | Svizzera       | aereo da addestramento avanzato                                | PC-21                                  | 26                 | 17 aerei ordinati a dicembre 2016, con consegne dal 2018. Tutti i 17 aerei risultano consegnati all'aprile 2019. Ulteriori 9 PC-21 ordinati il 17 luglio 2021 che portano a 26 il numero degli esemplari ordinati. |          |
| Pilatus PC-7 Turbo Trainer             | Svizzera       | aereo da addestramento                                         | PC-7MK.X                               | 0                  | 22 PC-7MK.X ordinati il 10 gennaio 2025, che saranno gestiti dalla filiale francese di Babcock International. |          |
| Daher-SOCATA TBM 940                   | Francia        | aereo da addestramento                                         | TBM 940                                | 0                  | 4 TBM 940 ordinati a febbraio 2021. |          |
| Elicotteri                             |                |                                                                |                                        |                    | |          |
| Aérospatiale AS 332 Super Puma         | Francia        | elicottero SARelicottero da trasporto VIP                      | AS 332CAS 332L                         | 3                  | 5 AS 332C/L consegnati. |          |
| Airbus H225M Caracal                   | Francia        | elicottero SAR                                                 | H225M                                  | 17                 | A giugno 2019 è stato ordinato 1 nuovo H225M che si andrà ad aggiungere ai 10 esemplari già in organico. Ulteriori 8 H225M ordinati ad aprile 2021, i primi due dei quali sono stati consegnati a gennaio 2025. |          |
| Airbus EC 725 Harfang                  | Francia        | elicottero C/SAR                                               | EC 725R2                               | 8                  | 8 EC 725 Harfang consegnati. |          |
| Aérospatiale SA 330 Puma               | Francia        | elicottero medio da trasporto SAR                              | SA330B                                 | 19                 | Circa 20 SA 330B in servizio al novembre 2019. |          |
| Aérospatiale AS 355 Fennec             | Francia        | elicottero leggero polivalente                                 | AS 355F/N                              | 40                 | 40 AS 355F/N consegnati. |          |
| Aérospatiale AS 365 Dauphin            | Francia        | elicottero utility                                             | SA 365N                                | 3                  | SA 365N consegnati. |          |
| Airbus Helicopters H160                | Unione europea | elicottero utility                                             | H160M                                  | 0                  | 1 H160M ordinato a dicembre 2021, con un contratto che prevede la consegna di un primo lotto di 30 velivoli (di cui 21 per l’esercito e 8 per la marina), con un fabbisogno totale di 169 elicotteri. |          |

Le Livre blanc sur la Défense et la Sécurité nationale 2008 (libro bianco sulla Difesa e la Sicurezza nazionale 2008) prevede una diminuzione degli effettivi a circa 50.000 persone all'orizzonte del 2015, la flotta aerea, aviazione navale inclusa, dovrebbe essere riassunta in due grandi famiglie di velivoli, i Mirage 2000 e Rafale, 300 aerei da combattimento.

## Aeromobili ritirati
- Boeing KC-135RG Stratotanker - 3 esemplari (1997-2025)[9][102][103][103][103][103][103][103][104]
- Boeing C-135FR Stratotanker - 12 esemplari (1964-2023)[102][103]
- Transall C-160G Gabriel - 2 esemplari (1989-2022)[9][14][105][106]
- Transport Allianz C-160R Transall - 76 esemplari (1967-2022)[9][14][105][107][108]
- Airbus A340-211- 2 esemplari (?-2020)[9][14][30][52][78][80]
- Aérospatiale TB-30 Epsilon - 150 esemplari (1984-2019).[84][109][110]
- Airbus A310-304 - 1 esemplare (1993-2019)[82]
- EADS Harfang - 1 esemplare (2006-2018)[111]
- Dassault Mirage 2000N - 75 esemplari (1984-2018)[112]
- Dassault Mirage F1 - 246 esemplari (1974-2014)
- SEPECAT Jaguar A - 160 esemplari (1973-2005)[113]
- SEPECAT Jaguar E - 40 esemplari (1973-2005)[113]
- Dassault Mirage IV - 62 esemplari (1964-2005)
- Aérospatiale SA 316 Alouette III - 59 esemplari (1963-2004)[114]
- Dassault Mirage 5 - 50 esemplari (1972-1994)
- Dassault Mirage III - 407 esemplari (1960-1988)
- Dassault MD 454 Mystère IV - 225 esemplari (1955-1982)
- North American F-100D Super Sabre - 88 esemplari (1958-1978)[115]
- North American F-100F Super Sabre - 14 esemplari (1958-1978)[115]
- SNCASO SO-4050 Vautour - 110 esemplari (1968-1978)
- Dassault Super Mystère - 154 esemplari (1958-1974)
- Republic F-84F Thunderstreak - 450 esemplari (1951-1967)
- Dassault MD 450 Ouragan - 350 esemplari (1952-1961)
- Dassault MD 452 Mystère II - 150 esemplari (1955-1957)
- North American F-86 Sabre - 60 esemplari (1957-1962)

## Armamento
L'armamento dell'Armée de l'air
Missili aria-aria
- Météor (in sviluppo per il Rafale, uso previsto per il 2011)
- Mica EM (elettromagnetico, in uso dal 1999)
- Mica IR (infrarosso, in uso dal 2007)

Missili aria-superficie e bombe
- ASMP-A (Air Sol Moyenne Portée-Amélioré) missile nucleare
- SCALP (système de croisière conventionnel autonome à longue portée)
- AASM (armement air-sol modulaire)
- GBU12 (bombe guidée laser)
- GBU49 (bombe guidée laser)

Missili superficie-aria
- SAMP/T Mamba e Aster 30
- ASPIC e Mistral
- Crotale NG